# Софія Австрійська
Софія Фредеріка Доротея Марія Жозефа Австрійська (нім. Sophie Friederike Dorothea Maria Josepha von Österreich; 5 березня 1855, Лаксенбург, Відень, Австрійська імперія — 29 травня 1857, Буда, Будапешт, Австро-Угорщина) — старша дитина імператора Австро-Угорщини Франца Йосифа і та Єлизавети Баварської; померла у віці двох років, імовірно, від тифу.
Все життя Єлизавета носила браслет із зображенням своєї померлої дочки; в її покоях висів портрет Софії.

## Джерело
- Hotbauer, Renate (1998). Empress Elisabeth of Austria: The fate of a woman under the yoke of the Imperial Court. Vienna: Austria Imperial. с. 128. ISBN 3-902196-01-7.